# Puxton
Puxton is een civil parish in het bestuurlijke gebied North Somerset, in het Engelse graafschap Somerset met 359 inwoners.